# Monty Alexander
Montgomery Bernard Alexander, detto Monty (Kingston, 6 giugno 1944), è un pianista giamaicano naturalizzato statunitense.

## Biografia
Il suo pianismo, sia a livello esecutivo che compositivo, risente di una forte influenza della musica caraibica e dello swing. Tra i suoi principali ispiratori: Art Tatum, Oscar Peterson, Wynton Kelly e Ahmad Jamal.

## Discografia
- Monty Alexander (1965)
- Spunky (1965, Pacific Jazz)
- Alexander the Great (1965)
- Zing (1967, RCA)
- This Is Monty Alexander (1969, Verve)
- Taste of Freedom (1970)
- Here Comes the Sun (1971, MPS)
- We've Only Just Begun (1973, MPS)
- Perception (1974, MPS)
- Rass! - con Ernest Ranglin (1974, MPS)
- Love & Sunshine (1974, MPS)
- Unlimited Love (1975, MPS)
- Montreux Alexander (1976, MPS)
- Cobilimbo - con Ernest Ranglin (1977, MPS)
- Estade (1978, MPS)
- Jamento (1978, Fantasy)
- So What? (1979, The Black & Blue Sessions)
- The Way It Is (1979 – registrato nel 1976, MPS)
- Summerwind (1980, Jeton/Polygram)
- Monty Alexander – Ernest Ranglin (1981, MPS)
- Fingering (1981, Atlas)
- Look Up (1982)
- Duke Ellington Songbook (1983, MPS)
- Reunion in Europe (1984, Concord Jazz)
- Full Steam Ahead (1985, Concord Jazz)
- Friday Night (1987), Limetree Records
- Triple Treat II (1987, Concord Jazz)
- Ivory & Steel (1988)
- Triple Treat III (1989, Concord Jazz)
- Saturday Night (1999, Timeless)
- The River (1990, Concord Jazz)
- Live in Holland (1992, Emarcy)
- Caribbean Circle (1993, Chesky)
- Live at Maybeck (1994, Concord Jazz)
- Steamin' (1995, Concord Jazz)
- Yard Movement (1995, Island Records)
- Maybeck Recital Hall Series, Vol. 40 (1995, Concord)
- To Nat with Love (1995, Mastermix)
- Ivory and Steal (1996, Concord Picante)
- Facets (1996, Concord) – con Ray Brown & Jeff Hamilton
- Overseas Special (1996, Concord) – con Ray Brown & Herb Ellis
- Echoes of Jilly's (1997, Concord)
- Reunion in Europe (1997, Concord) – con John Clayton & Jeff Hamilton
- The Concord Jazz Heritage Series (1998, Concord Jazz)
- Stir It Up – The Music of Bob Marley (1999, Telarc)
- Threesome (1999, Soul Note) – con Grady Tate & Niels-Henning Ørsted Pedersen
- Ballad Essentials (2000, Concord Jazz)
- Island Grooves (2000, Concord Jazz)
- Monty Meets Sly & Robbie (2000, Telarc)
- Triple Treat (2001, Concord Jazz)
- Goin' Yard (2001, Telarc)
- Many Rivers to Cross (2001, Meldac)
- Caribbean Duet (2001, Sound Hills) – con Michel Sardaby
- My America (2002, Telarc)
- Triple Scoop (2002, Concord Jazz) – con Ray Brown & Herb Ellis
- Rhapsody in Blue (Telarc)
- Jamboree (2003, Concord)
- Li'l Darlin (2003, Absord Japan)
- Straight Ahead (2003, Concord) – con Ray Brown & Herb Ellis
- Steaming Hot (2004, Concord Records)
- Zing (2004, BMG)
- In Tokyo (2004, Fantasy Records)
- Rocksteady (2004, Telarc) – con Ernest Ranglin
- Live at the Iridium (2005, Telarc)
- Jazz Calypso (2005, JVC)
- Concrete Jungle: The Songs of Bob Marley (2006, Telarc)
- The Way It Is (2006)
- Impressions in Blue (2008, Telarc)
- The Good Life: Monty Alexander Plays the Songs of Tony Bennett (2008, Chesky)
- Solo (2008, Jeton)
- Taste of Freedom (2008, Universal Japan)
- Calypso Blues: The Songs of Nat King Cole (2009, Chesky)
- Uplift (2011, Jazz Legacy Productions)
- Harlem – Kingston Express Live! (2011, Motéma Music)
- Uplift 2 (2013, Jazz Legacy Productions)
- Harlem – Kingston Express, Vol 2: River Rolls On (2014)
- Sunday Night (2016, Timeless Records)
- Road Dog (2017)
- Wareika Hill: Rasta-Monk Vibrations (2019)
- Love You Madly: Live At Bubba's (2020 – registrato nel 1982, Resonance Records)
- Live At The Cully Select Jazz Festival 1991 (2020 – registrato nel 1991, Timeless Records)